# Ivan Vukas
Ivan Vukas (Trilj, 16. rujna 1979.) je hrvatski rukometaš.
Igra na mjestu desnog vanjskog. Igrao je za Zamet Crotek, Metković, GWD Minden, CB Torrevieja, UHK Krems, EUC Cyprus.
Za hrvatsku seniorsku reprezentaciju igrao je na europskom prvenstvu u Sloveniji 2004. godine. Bio je dijelom šireg popisa igrača za OI 2004. u Ateni.
Danas je klupski trener u njemačkom gradu Kaiserslauternu.